# Franco liechtensteiniano
El franco de Liechtenstein fue la moneda de curso legal de Liechtenstein desde 1920 hasta 1980. En 1980 se firmó una unión aduanera y monetaria entre Suiza y Liechtenstein, que entró en vigor en 1981 y le permite a este último acuñar francos suizos.

## Historia
Liechtenstein utilizaba la corona austrohúngara y la corona liechtensteiniana hasta 1920, año en que las cambió por el franco suizo debido a la inestabilidad a la que estaba sujeta la corona.

## Monedas y billetes
Las monedas de Liechtenstein son tan raras que en realidad no circulan, pero aun así son de curso legal. Tampoco se han emitido billetes en este país, con la excepción de tres billetes de 10, 20 y 50 Heller del año 1920. Los francos de Liechtenstein tienen la misma cantidad de metales preciosos que el franco suizo, a excepción de las monedas acuñadas en los años 1980 y 1990.
La mayor cantidad de monedas acuñadas fue en 1924, cuando fueron emitidas 60 000 monedas de un franco, aunque 45 355 fueron posteriormente fundidas. En 1988 se emitieron 35 000 monedas de 50 francos para conmemorar el 50 aniversario del reinado del príncipe Franz Joseph II. En 1990 fueron acuñadas 35 000 monedas de 10 francos para conmemorar la sucesión del príncipe Hans-Adam II. En 1952 se acuñaron monedas de 100 francos en oro.